# ناعومي رويز ووكر
ناعومي رويز ووكر (بالإسبانية: Naomi Ruiz Walker)‏ هي لاعبة جمباز فني إسبانية، ولدت في 31 يناير 1992.